# نباتات العالم على الإنترنت
نباتات العالم على الإنترنت (بالإنجليزية: Plants of the World Online)‏ هو موقع ويب يحوي قاعدة بيانات حيوية وقاعدة بيانات على النت أنشئ في 1 آذار/مارس 2017، وهو متوفر باللغة الإنجليزية ومحتواه الأساسي حول النباتات.

## وصلات خارجية
- الموقع الرسمي